# BCP (음악 그룹)
BCP는 대한민국의 음악 그룹이다. 2014년 디지털 싱글 앨범 [Libero]로 데뷔했다.

## 방송
- 그린송 콘테스트 (2013)

## 음반
- Libero (2014)
- All-Star★ (Digital Single) (2014)
- Live Art (2019)